# Херцег Нови (община)
Община Херцег Нови (на сръбски: Општина Херцег Нови) е община в Черна гора. Съставена е от 27 населени места – 4 града и 23 села, с обща площ от 235 км2. Административен център е град Херцег Нови. Населението на общината според преброяването през 2011 г. е 30 864 души.

## Население
Численост на населението според преброяванията през годините:
- 1948 – 12 482 души
- 1953 – 13 759 души
- 1961 – 15 157 души
- 1971 – 18 368 души
- 1981 – 23 258 души
- 1991 – 27 593 души
- 2003 – 33 034 души
- 2011 – 30 864 души